# Liste der Kulturdenkmäler in Bannerod
Die folgende Liste enthält die in der Denkmaltopographie ausgewiesenen Kulturdenkmäler auf dem Gebiet des Ortsteils Bannerod der Gemeinde Grebenhain, Vogelsbergkreis, Hessen.
Hinweis: Die Reihenfolge der Denkmäler in dieser Liste orientiert sich an der Anschrift, alternativ ist sie auch nach der Bezeichnung oder der Bauzeit sortierbar.
Kulturdenkmäler werden fortlaufend im Denkmalverzeichnis des Landes Hessen durch das Landesamt für Denkmalpflege Hessen auf Basis des Hessischen Denkmalschutzgesetzes (HDSchG) geführt. Die Schutzwürdigkeit eines Kulturdenkmals hängt nicht von der Eintragung in das Denkmalverzeichnis des Landes Hessen oder der Veröffentlichung in der Denkmaltopographie ab.

Das Vorhandensein oder Fehlen eines Objekts in dieser Liste ist keine rechtsverbindliche Auskunft darüber, ob es Kulturdenkmal ist oder nicht: Diese Liste entspricht möglicherweise nicht dem aktuellen Stand der offiziellen Denkmaltopographie. Diese ist für Hessen in den entsprechenden Bänden der Denkmaltopographie Bundesrepublik Deutschland und im Internet unter DenkXweb – Kulturdenkmäler in Hessen einsehbar. Auch diese Quellen sind, obwohl sie durch das Landesamt für Denkmalpflege Hessen aktualisiert werden, nicht immer aktuell, da es im Denkmalbestand immer wieder Änderungen gibt.
Eine verbindliche Auskunft erteilt allein das Landesamt für Denkmalpflege Hessen.
Nutze diese Kartenansicht, um Koordinaten in der Liste zu setzen. In dieser Kartenansicht sind Kulturdenkmale ohne Koordinaten mit einem roten bzw. orangen Marker dargestellt und können in der Karte gesetzt werden. Kulturdenkmale ohne Bild sind mit einem blauen bzw. roten Marker gekennzeichnet, Kulturdenkmale mit Bild mit einem grünen bzw. orangen Marker.
| Bild                                                            | Bezeichnung       | Lage                                                          | Beschreibung | Bauzeit | Objekt-Nr. |
| --------------------------------------------------------------- | ----------------- | ------------------------------------------------------------- | --- | ------- | ---------- |
| Einhof                                                          | Einhof            | Heuweg 6 LageFlur: 1, Flurstück: 38/2                         | Großer sechszoniger Einhof, um 1800 errichtet                                                                   |         | 123767 DDB |
| Alte Schule in Bannerod, Ansicht von Süden, Aufnahme 2013       | Ehemalige Schule  | Kirchweg 3 LageFlur: 1, Flurstück: 35                         | Ehemaliges Schulhaus, 1807 errichtet                                                                            | 1807    | 122466 DDB |
| Bild gesucht BW                                                 | Streckhof         | Kirchweg 5 LageFlur: 1, Flurstück: 33                         | Streckhof, im ausgehenden 18. Jahrhundert errichtet                                                             |         | 123768 DDB |
| Streckhof                                                       | Streckhof         | Kirchweg 6 LageFlur: 1, Flurstück: 2                          | Streckhof als Kern einer winkelförmig ausgebauten Hofanlage, vermutlich noch in das 18. Jahrhundert zu datieren |         | 123769 DDB |
| Streckhof                                                       | Streckhof         | Langgasse 4 LageFlur: 1, Flurstück: 4                         | Streckhof, in das letzte Drittel des 18. Jahrhunderts zu datieren                                               |         | 123771 DDB |
| Haus Lüdertalstraße 1 in Bannerod, Ansicht von Westen, Aufnahme | Hofanlage         | Lüdertalstraße 1 LageFlur: 1, Flurstück: 91                   | Hofanlage mit Wohnhaus aus der Zeit um 1700                                                                     |         | 123770 DDB |
| Gefallenendenkmal                                               | Gefallenendenkmal | Außerhalb der Ortslage (Horstweid) LageFlur: 10, Flurstück: 2 | auf dem Friedhof                                                                                                |         | 123766 DDB |